# Södertälje
Södertälje ([søːdəˈʈɛlˌje]ⓘ) es una ciudad de Suecia perteneciente a la provincia de Estocolmo. Es la cabecera del municipio de Södertälje. Se encuentra entre las ciudades de Estocolmo, Strängnäs y Nyköping. Es el punto de conexión para buques grandes entre lago Mälaren con el mar Báltico a través del canal de Södertälje, Södertälje es el lugar donde se fabrican los autobuses y camiones de la empresa de marca Scania AB. También se producen medicinas de AstraZeneca, que tenía un centro de investigación y desarrollo.

## Comunicaciones y conexiones
Södertälje es un camino importante y el ferrocarril, además del muelle del Canal de Södertälje.
- Autopista E-4
- Autopista E-20
- Línea férrea de Svealand
- Línea férrea principal del Oeste
- Línea férrea de Nyköping
- Canal de Södertälje

## Personajes famosos
- Mats Berggren (1957 - ), escritor infantil y juvenil.
- Björn Borg (1956 - ), tenista, vivió su juventud aquí.
- Johan Edlund (1971 - ), músico y miembro de Tiamat.